# Transit (2018)
Transit is een Duits-Franse film uit 2018, geschreven en geregisseerd door Christian Petzold, gebaseerd op de gelijknamige roman van Anna Seghers, die ze schreef in ballingschap.

## Verhaal
In 1942 staan de Duitse troepen net buiten Parijs en Georg slaagt er nipt in te ontsnappen naar Marseille. Hij heeft de nalatenschap bij zich van de schrijver Weidel, die zichzelf van het leven benam om niet gearresteerd te worden. Hij neemt de identiteit van de schrijver aan en ontmoet in Zuid-Frankrijk Marie Weidel die daar al weken wacht op haar man. Beiden beginnen een gepassioneerde verhouding maar de mysterieuze Marie heeft andere plannen.

## Rolverdeling
| Acteur         | Personage |
| -------------- | --------- |
| Franz Rogowski | Georg     |
| Paula Beer     | Marie     |
| Godehard Giese | Richard   |
| Lilien Batman  | Driss     |

## Release
Transit ging op 17 februari 2018 in première op het internationaal filmfestival van Berlijn in de competitie voor de Gouden Beer.